# Эстлань
Эстлань — посёлок в Кулундинском районе Алтайского края. Входит в состав Октябрьского сельсовета.

## География
Посёлок находится в пределах Кулундинской равнины, у озера Щекулдук, на расстоянии 13 км к юго-западу от села Кулунда, административного центра района, и 390 км к юго-западу от города Барнаул, административного центра края.

## История
Основано эстонскими переселенцами. В 1941 году в селе поселяют депортированных немцев с Поволжья.

## Население
| 1997 | 1998 | 1999 | 2000 | 2001 | 2002 | 2003 |
| ---- | ---- | ---- | ---- | ---- | ---- | ---- |
| 59   | ↘58  | ↘46  | ↗53  | →53  | ↗57  | ↘56  |
| 2004 | 2005 | 2006 | 2007 | 2008 | 2009 | 2010 |
| ↘53  | ↘52  | ↘48  | ↘41  | ↘37  | ↗42  | ↘40  |
| 2011 | 2012 | 2013 |      |      |      |      |
| ↗42  | ↘39  | ↗43  |      |      |      |      |